# Insiza (Distrikt)
Der Insiza (Rural) Distrikt ist einer von 10 Distrikten in der Provinz Matabeleland South in Simbabwe. Er hat 122.903 Einwohner (2022).

## Geografie
Der Distrikt liegt im Nordosten der Provinz Matabeleland South und hat eine Fläche von 8221 km². Er grenzt im Süden an Gwanda Rural und im Westen an Umzingwane. Im Norden grenzt er an Umguza und Bubi in der Provinz Matabeleland North und im Osten an Gweru, Shurugwi, Zvishavane und Mberengwa in der Provinz Midlands.
Im Distrikt Insiza herrscht semiarides Klima. Die Landschaft ist abwechslungsreich. Die saisonalen Niederschläge betragen 400 bis 600 mm pro Jahr. Die Bodenzusammensetzung reicht von sandigem Lehm bis zu Ton und beeinflusst Vegetation und landwirtschaftliche Praktiken. Wasserknappheit in der Trockenzeit stellt eine große Herausforderung dar. Die Flora im Distrikt sind meist dürreresistente Pflanzen wie Akazien und Mopane-Bäume.
Hydrologisch ist der Distrikt dreigeteilt. Im nördlichen Teil wird er von der Wasserscheide zum Sambesi von West nach Ost durchquert. Im Westen fließt von Nord nach Süd der Fluss Insiza, nach dem der Distrikt benannt ist und der in den Limpopo entwässert. Im Osten fließen der Ngezi und dessen Nebenfluss Mchingwe, die über den Save entwässern.
Die Bevölkerung sind überwiegend Ndebele.

## Wirtschaft
Die Menschen leben vom Ackerbau und der kleinbäuerlichen Viehzucht, wobei das Goldwaschen in den letzten Jahren an Bedeutung gewonnen hat. Umweltprobleme, darunter die Verschmutzung der Flüsse durch Goldabbau und Bodendegradation, verschärfen die Herausforderungen der Ernährungssicherheit.

## Infrastruktur
Der Distrikt wird von drei Fernstraßen durchquert: von der A5, die Bulawayo mit Gweru verbindet, im Norden, der A6 nach Beitbridge und der A9 nach Masvingo. Entlang der A5 und der A6 verlaufen die entsprechenden Bahnlinien.